# Des saumons dans le désert
Pour plus de détails, voir Fiche technique et Distribution.
Des saumons dans le désert ou Partie de pêche au Yémen au Québec (Salmon Fishing in the Yemen) est une comédie romantique britannique de Lasse Hallström sortie en 2012.

## Synopsis
L'histoire du Docteur Alfred Jones, un scientifique spécialisé dans la pisciculture, qui se trouve impliqué dans un projet étrange qui changera le cours de sa vie : amener du saumon au Yémen. L'idée est celle d'un cheikh yéménite prêt à payer 50 millions de livres pour cette folle entreprise. Il en confie la réalisation à une agence britannique et à l'une de ses brillantes employées Harriet. Le gouvernement britannique y est plus que favorable, vu la somme engagée et les implications politiques au moment où l'opinion est usée par les images de la guerre en Afghanistan. Le Dr Jones est d'abord sceptique puis de plus en plus enthousiasmé par le rêve de ce cheikh amoureux de l'Écosse et de la pêche à la mouche. Cela lui permet aussi de sortir de la routine de sa vie professionnelle et de celle d'un mariage devenu bien morne : il préfère parler à ses carpes plutôt qu'à sa femme. Si implanter des saumons au Yémen s'avère bien périlleux, redonner un sens à sa vie et tomber amoureux se révèle possible.

## Fiche technique
- Titre original : Salmon Fishing in the Yemen
- Titre français : Des saumons dans le désert
- Titre québécois : Partie de pêche au Yémen
- Réalisation : Lasse Hallström
- Scénario : Simon Beaufoy d'après Partie de pêche au Yemen de Paul Torday
- Direction artistique : Michael Carlin
- Décors : Steve Carter
- Costumes : Jane Marcantonio
- Photographie : Terry Stacey
- Son :
- Montage : Lisa Gunning
- Musique : Dario Marianelli
- Production : Paul Webster, Nicky Kentish-Barnes et Samuel Hadida
- Société(s) de production : BBC Films, Kudos Film and Television et Lions Gate Film
- Société(s) de distribution :  Lions Gate Film
- Budget :
- Pays d’origine :  Royaume-Uni
- Langue : anglais
- Format : Couleurs (Technicolor) - 35mm - 2.35:1 -  Son Dolby numérique
- Genre cinématographique : Comédie romantique
- Durée : 111 minutes
- Date de sortie :
- Canada 10 septembre 2011 festival international du film de Toronto
  -  Canada 9 mars 2012 /  Royaume-Uni 20 avril 2012

## Distribution
- Emily Blunt (VF : Élisabeth Ventura ; VQ : Camille Cyr-Desmarais[1]) : Harriet Chetwode-Talbot
- Ewan McGregor (VF : Bruno Choël ; VQ : François Godin) : Dr. Alfred Jones
- Kristin Scott Thomas (VF : Danièle Douet ; VQ : Anne Dorval) : Bridget Maxwell
- Amr Waked ( VF : Omar Yami ; VQ : Yves Soutière) : le sheikh Muhammed
- Conleth Hill (VF : Thierry Hancisse ; VQ : Thiéry Dubé) : Bernard Sugden
- Tom Mison (VF : Anatole de Bodinat ; VQ : Benoit Éthier) : le capitaine Robert Mayers
- Rachael Stirling (VF : Marie-Laure Dougnac ; VQ : Valérie Gagné) : Mary Jones
- Clive Wood (VF : Nicolas Marié) : Tom Price-Willimas
- Catherine Steadman : Ashley

## Accueil

### Box-office
Nombre d'entrées en France : 38438

## Distinctions

### Nominations
- 70e cérémonie des Golden Globes :
  - Golden Globe du meilleur film musical ou comédie
  - Golden Globe du meilleur acteur dans un film musical ou une comédie pour Ewan McGregor
  - Golden Globe de la meilleure actrice dans un film musical ou une comédie pour Emily Blunt